# Yakutia (aerolínea)
Yakutia (en ruso: Якутия – Yakutiya) es una compañía aérea con sede en Yakutsk, Rusia. Opera servicios nacionales de pasajeros en Rusia y en la CEI, así como vuelos chárter a destinos en Europa desde sus ejes aeroportuarios de Yakutsk y el aeropuerto de Vnukovo.

## Historia
La aerolínea fue fundada como Sajaavia, la primera sección de Aeroflot en la ciudad de Yakutsk, también conocida anteriormente como Yakutaviatrans. Operaba asimismo vuelos de carga a África, Asia, Europa y Oriente Medio, hasta que se declaró en bancarrota a principios de 1999. Fue reflotada en 2000 y es controlada por el gobierno regional, Empresa Estatal Aérea Neriungri. Se fusionó con Yakutavia en 2002 y cambió su nombre por el de aerolínea "Yakutia".
Se planeó que la compañía aérea fuera la cliente de lanzamiento del Antonov An-140. Actualmente opera dos de los aviones bimotor turbohélice de 52 asientos. Estos aviones están destinados a sustituir sus Antonov An-24s.

## Destinos
En diciembre de 2012, Yakutia Airlines opera vuelos a los siguientes destinos:

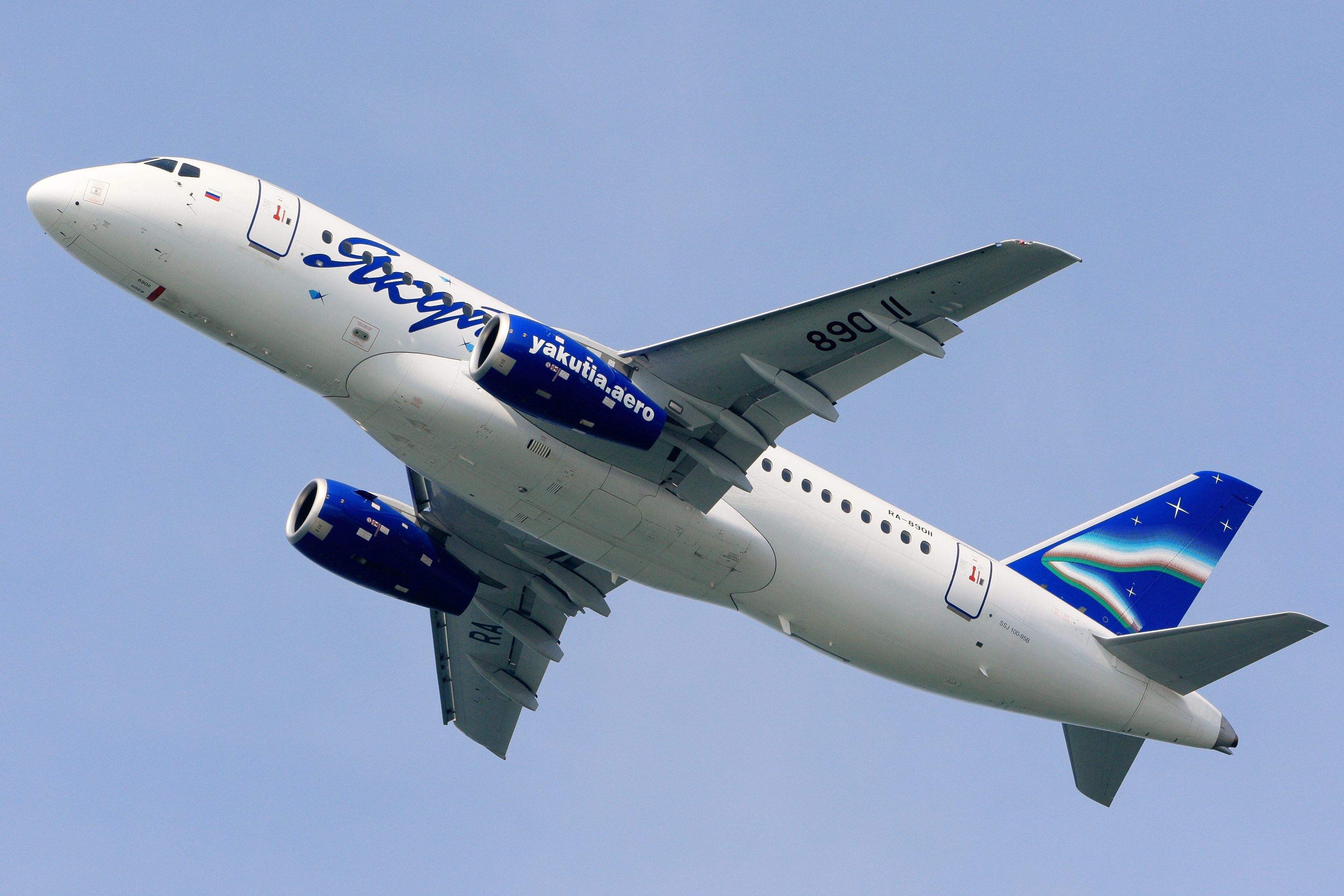
Sukhoi Superjet 100 en Niigata Airport(2013).

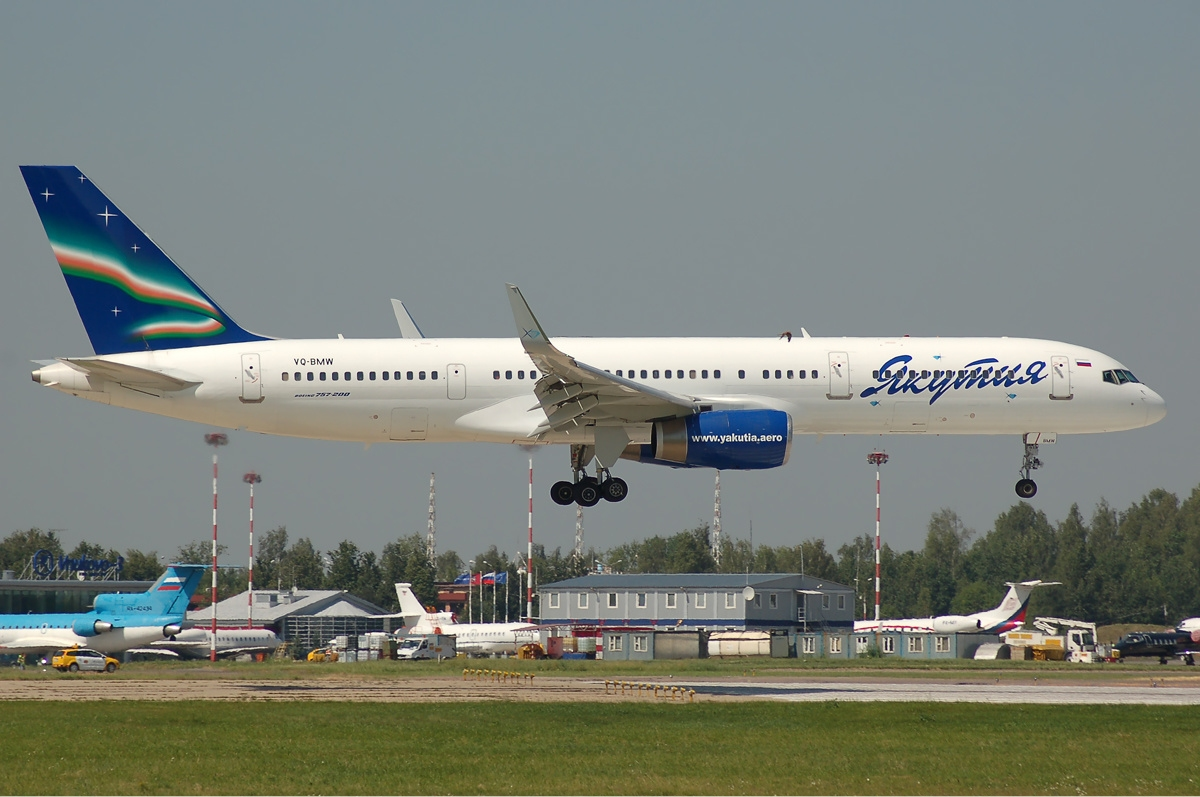
Boeing 757-200 en Vnukovo International Airport (2010).

### América
Estados Unidos
- Anchorage – Aeropuerto Internacional Ted Stevens Anchorage

### Asia

#### Asia Central
Kirguistán
- Biskek – Aeropuerto Internacional Manas

 Tayikistán
- Dusambé – Aeropuerto Internacional de Dusambé
- Khudzhand – Aeropuerto de Khodjent

 Uzbekistán
- Fergana – Aeropuerto de Fergana
- Taskent – Aeropuerto Internacional de Taskent

#### Asia oriental
China
- Pekín – Aeropuerto Internacional de Pekín-Daxing
- Harbin – Aeropuerto Internacional de Harbin

 Japón
- Niigata – Aeropuerto de Niigata
- Tokio – Aeropuerto Internacional de Narita [chárter]

 Mongolia
- Ulan-Bator – Aeropuerto Internacional Chinggis Khaan

 Corea del Sur
- Seúl – Aeropuerto Internacional de Incheon

#### Asia Occidental
Armenia
- Ereván – Aeropuerto Internacional de Zvartnots

 Chipre
- Lárnaca – Aeropuerto Internacional de Lárnaca (estacional)

 Emiratos Árabes Unidos
- Dubái – Aeropuerto Internacional de Dubái

 Israel
- Tel Aviv – Aeropuerto Internacional Ben Gurion

### Europa
República Checa
- Praga – Aeropuerto Internacional de Praga Václav Havel (estacional)

 Francia
- París – Aeropuerto de París-Charles de Gaulle

 Alemania
- Dresde – Aeropuerto de Dresde
- Munich – Aeropuerto de Múnich (estacional)

 Hungría
- Hévíz - Aeropuerto Internacional Sármellék [chárter][8]

 Italia
- Rimini – Aeropuerto Internacional Federico Fellini [estacional]
- Trieste – Aeropuerto Friuli Venezia Giulia [estacional]

 Montenegro
- Tivat – Aeropuerto de Tivat [seasonal]

 España
- Barcelona – Aeropuerto de Barcelona-El Prat [estacional]
- Palma de Mallorca – Aeropuerto de Palma de Mallorca [estacional]

### RusiaRusia
Óblast de Amur
- Blagoveshchensk – Aeropuerto de Ignátievo

 Buriatia
- Ulan-Ude – Aeropuerto de Ulan-Udé (futuro hub)

 Daguestán
- Makhachkala – Aeropuerto de Uytash

 Óblast de Irkutsk
- Bratsk – Aeropuerto de Bratsk
- Irkutsk – Aeropuerto de Irkutsk (hub secundario)

 JAB
- Jabárovsk – Aeropuerto de Jabárovsk Novy
- Komsomolsk del Amur – Aeropuerto de Komsomolsk del Amur

 Krai de Krasnodar
- Anapa – Aeropuerto de Anapa
- Krasnodar – Aeropuerto International de Krasnodar (hub secundario)
- Sochi – Sochi International Airport (hub secundario)

 Krai de Krasnoyarsk
- Krasnoyarsk – Aeropuerto Internacional de Krasnoyarsk-Yemeliánovo

 Óblast de Magadán
- Magadán – Aeropuerto Internacional de Magadán-Sokol (pequeño hub)

 Moscú /  Óblast de Moscú
- Moscú - Aeropuerto de Moscú-Vnúkovo (hub secundario)

 Óblast de Novosibirsk
- Novosibirsk – Aeropuerto de Tolmachevo (hub pequeño)

 Óblast de Omsk
- Omsk – Aeropuerto de Omsk-Tsentralny

 Krai de Primorie
- Vladivostok – Aeropuerto Internacional de Vladivostok

 San Petersburgo /  Óblast de Leningrado
- San Petersburgo – Aeropuerto de Púlkovo

 Óblast de Sverdlovsk
- Ekaterimburgo – Aeropuerto de Sverdlovsk[9]

 Yakutia (República Sajá)
- Batagái – Aeropuerto de Batagái
- Bélaya Gorá – Aeropuerto de Bélaya Gorá
- Chokurdaj – Aeropuerto de Chokurdaj
- Deputatski – Aeropuerto de Deputatski
- Lensk – Aeropuerto de Lensk
- Jándyga – Aeropuerto de Jándyga
- Jonuu – Aeropuerto de Moma
- Mirni – Aeropuerto de Mirni
- Nériungri – Aeropuerto de Chulman-Nériungri
- Niurba – Aeropuerto de Niurba
- Oliókminsk – Aeropuerto de Oliókminsk
- Oleniok – Aeropuerto de Oleniok
- Saskylaj – Aeropuerto de Saskylaj
- Srednekolymsk – Aeropuerto de Srednekolymsk
- Suntar – Aeropuerto de Suntar
- Tiksi – Aeropuerto de Tiksi
- Ust-Maya – Aeropuerto de Ust-Maya
- Ust-Nera – Aeropuerto de Ust-Nera
- Verjneviliúisk – Aeropuerto de Verjneviliúisk
- Viliúisk – Aeropuerto de Viliúisk
- Yakutsk – Aeropuerto de Yakutsk (hub principal)
- Zhigansk – Aeropuerto de Zhigansk
- Zyrianka – Aeropuerto de Zyrianka-Oeste

## Código compartido
La aerolínea "Yakutia" tiene código compartido con las siguientes:
- Bural
- Eznis Airways

## Flota

### Flota Actual
La flota de la aerolínea incluye los siguientes aviones, con una edad media de 17.4 años (marzo de 2022)

## Siniestros e incidentes
- El 4 de febrero de 2010, el Vuelo 425, operado con un Antonov An-24 RA-47360 salió del Aeropuerto de Yakutsk y, tras sufrir una falla de motor, realizó un aterrizaje de emergencia en el Aeropuerto de Oliókminsk. Durante el aterrizaje, el morro y la parte de debajo de la bodega delantera se deformaron, causando un daño importante al avión.[10]